# 天王 (君主稱謂)
天王是中國歷史上統治者的稱號，後來在十六國時代廣泛為五胡首領用做名號。最後在晚清也被太平天國使用。

## 歷史
「天王」這一稱號，《說文解字》中解釋為「天，顛也，至高無上。從一大」，「王」字前加一「天」字，用以顯示君主地位的至尊無上。另一說法是由「王」字演變意推而來，如蔡邕在《獨斷》中解說為「天王，諸夏之所稱。天下之所歸往，故稱天王」。最早在商朝後期開始使用，帝辛時期統治者出於強調自己為王的威嚴和至尊以及為了顯示自己乃四方歸往的天下共主，因此自號天王。
周武王滅商朝後，為了顯示自己乃上天所生，並受命於天的神聖地位，捨棄「天王」而恢復使用「天子」這一稱號。後來周天子權勢下滑，對諸侯國的控制力也隨之下降，許多諸侯開始以王自稱。為了體現天子國無二主的尊嚴，自周平王開始，周朝又重新起用「天王」這一稱呼，比如《春秋》開篇就寫到「天王正月」。
漢代時一般用作指皇帝，比如漢文帝為代王時曾占卜，卜者卦兆得大橫，占辭曰：「大橫庚庚，余為天王，夏啟以光。」說他將為天王，即會成為皇帝。
到了十六國時代，「天王」被作為稍遜於皇帝的一種稱號被廣泛使用。首稱天王者為匈奴石虎，但他以為“道合乾坤者稱皇，德協人神者稱帝，皇帝之號非所敢聞，且可稱居攝趙天王”，自稱大趙天王（后正式改称之），地位等同皇帝，妻為天王皇后，子為天王皇太子。雖說天王和皇帝的名號相差不大，但依據中原傳統典籍中政權的正當性原則，這些十六國政權君主是沒有資格稱為皇帝，因此「天王」名號成為了這些政權在不具有稱帝資格的情況下所採取的權宜之計。
南齐时藩王自称天王。

## 历代称天王

### 汉朝
- 武州尉史，漢朝于馬邑設伏謀攻匈奴，此人向匈奴單于告密，單于封之為天王
- 巴郡服直，或服宜，东汉人，聚党数百人，自称“天王”

### 晋十六国
- 汉：靳準于刘聪死后杀匈奴刘氏自称汉天王
- 后赵：330年，石勒称大赵天王，同年称帝；334年，石虎称居摄赵天王；337年，改称大赵天王；349年，称帝
- 前秦：357年，苻坚即位，改称天王；385年，苻坚死后，其子苻丕又称皇帝
- 翟魏：388年，翟辽称魏天王，391年，其子翟钊仍称魏天王
- 後涼：396年，呂光稱天王，國號大涼，其子呂紹、呂纂，其侄呂隆先後為天王；死後则上皇帝諡號
- 后秦：399年，姚兴自贬改称天王；416年，姚兴死后，其子姚泓又称皇帝
- 後燕、北燕：400年，慕容盛自貶號為庶人天王；之後，慕容熙和北燕的高雲、馮跋、馮弘的尊號都是天王，死後諡號是皇帝
- 胡夏: 407年，赫連勃勃称大夏天王；418年，称帝

### 南北朝
- 公孙贵宾：541年在梁州（今汉中）起义，自称天王
- 北周：557年，宇文觉称大周天王；557年9月宇文觉被杀后，宇文毓被继立为天王，559年8月，宇文毓称帝
- 北齐：577年，齐幼主高恒禅位给任城王，尊号守国天王。

### 隋唐五代
- 隋朝：615年，王須拔稱漫天王。
- 归义军：911年，张承奉称天王，国号西汉敦煌国。

### 宋遼金元
- 宋朝，楊麼称大聖天王
- 金朝，蒲鲜万奴称天王，国号大真國
- 元朝，杜可用称天王，蔣丙稱順天王

### 明清
- 明朝，黄萧养称顺民天王，楊清稱天王，藍廷瑞稱順天王
- 清朝，川楚教乱时，刘之协被起义军遥尊为天王；癸酉之变时，林清被推举为天王
- 太平天国，洪秀全、洪天贵福称天王

### 越南

#### 廣南國
- 阮主，下屬國上奏稱阮主為天王[8]